# Perry Mason: Va in onda la morte
Perry Mason: Va in onda la morte (Perry Mason: The Case of the Ruthless Reporter) è un film per la televisione del 1991, diretto dal regista Christian I. Nyby II.

## Trama
Perry Mason viene invitato alla stazione televisiva KGGY per un'intervista al notiziario con Gillian Pope. Brett Huston, altro presentatore del notiziario, decide di tagliare il pezzo. Huston non è benvoluto dai colleghi a causa di un promemoria dove richiedeva il licenziamento della gran parte della produzione del notiziario stesso. La sera stessa, Brett Huston viene ucciso con due colpi di pistola nel parcheggio sotterraneo delle auto dove doveva incontrare un informatore. Dell'omicidio viene accusata Gillian Pope, in quanto proprietaria della pistola e con ottime ragioni per odiare la vittima. La Pope si rivolge a Mason per l'aiuto legale necessario, dichiarando la sua innocenza. Perry Mason, accettato il caso, incarica il suo socio Ken Malansky e la fidata segretaria Della Street delle indagini e ricerche necessarie, entrando così nel mondo televisivo, per scoprire i vari segreti e, di conseguenza, il vero colpevole, cosa che puntualmente avverrà in tribunale.